# Dokumentace pro stavební povolení

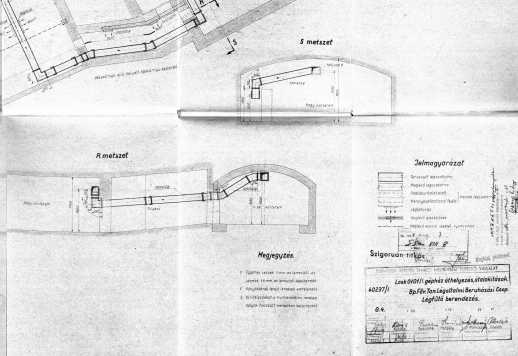
Příklad dokumentace

Dokumentace pro stavební povolení (DSP) slouží pro účely stavebního řízení a vydání stavebního povolení, případně ohlášení, podle Stavebního zákona.
Obsah a rozsah dokumentace pro stavební povolení definuje vyhláška č. 499/2006 Sb. v příloze 1, případně vyhláška č. 146/2008 o dokumentaci dopravních staveb. Dokumentaci zpracovává fyzická osoba oprávněná podle zákona č. 360/1992 Sb. k projektové činnosti ve výstavbě – projektant.

## Části
- doklady prokazující vlastnické právo k pozemku nebo stavbě, nelze-li tato práva ověřit v katastru nemovitostí dálkovým přístupem,
- plná moc (v případě zastupování),
- projektová dokumentace stavby zpracovaná projektantem,
- plán kontrolních prohlídek stavby,
- závazná stanoviska, popř. rozhodnutí dotčených orgánů (standardní součást projektové dokumentace),
- doklady o jednání s účastníky řízení,
- územní rozhodnutí případně územní souhlas (v případě vydání jiným správním orgánem),
- stanoviska vlastníků veřejné dopravní a technické infrastruktury, na kterou se stavba bude napojovat.[5]